# フェルディナン・フォッシュ
フェルディナン・フォッシュ（Ferdinand Foch, 1851年10月2日 - 1929年3月20日）は、フランスの陸軍軍人。第一次世界大戦で活躍し、第一次マルヌ会戦（1914年）の勝利に貢献したのち、1918年に連合国軍総司令官に就任した。

## 経歴

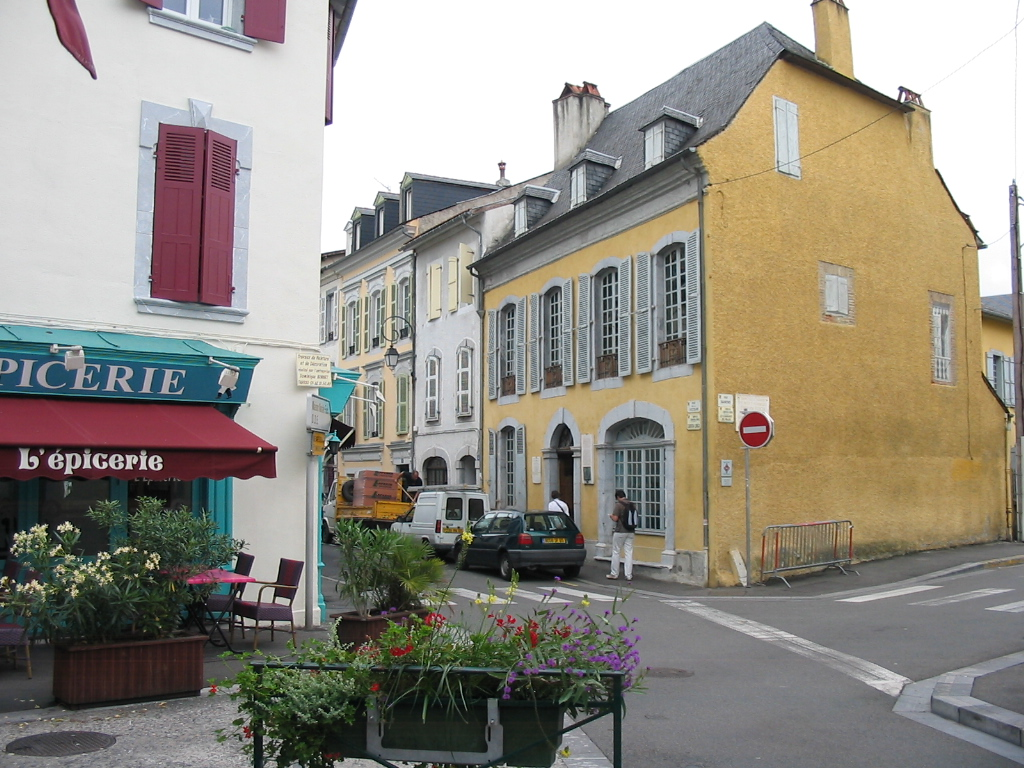
フォッシュの生家、2008年撮影。

1851年10月2日、スペインとの国境に近い南西部のタルブで生まれた。父は公務員で、母はナポレオン戦争期の軍人の娘である。タルブ、次いでロデーズの学校に通った後、サン＝テティエンヌとメスのイエズス会学校に通った。

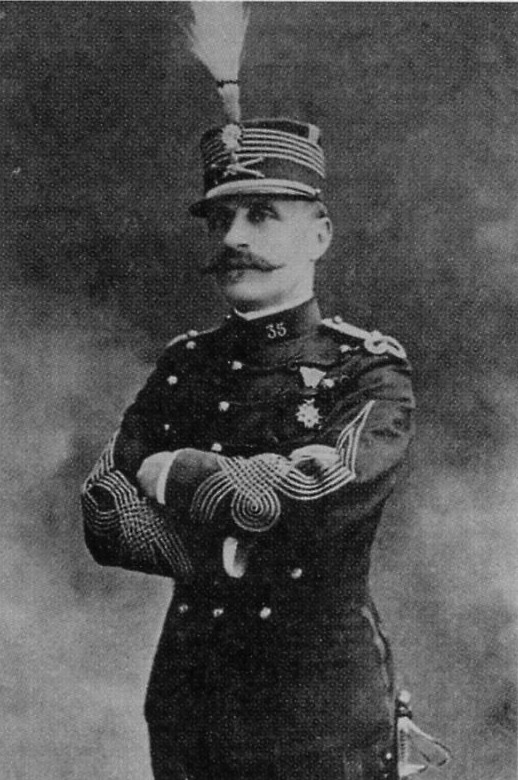
1903年、大佐に昇進した後のフォッシュ。

1870年、フォッシュはエコール・ポリテクニークの入学試験に向けて勉強していたが、普仏戦争が勃発したため、志願兵として従軍した。しかし実際の戦闘に参加しないまま戦争が終結し、フォッシュはメスに戻って学業を続け、1871年11月にエコール・ポリテクニークに入学した。1874年に第24砲兵隊に登録し、10年ほど勤務して大尉に昇進したのち、1885年エコール・ミリテールに入学、1887年に卒業した。1895年よりエコール・ミリテールで軍事史講師を務め、軍事思想家としてナポレオン・ボナパルトの戦術を近代の状況に従って更新し、『戦争の原則』（Principes de Guerre）、『戦時統帥論』（La Direction de la Guerre）を著した。また少佐を経て、1898年までに中佐、1903年に大佐に昇進した。ドレフュス事件の余波を受けて1900年ごろに講師を退任したが、後に首相ジョルジュ・クレマンソーに重用され、1908年にはエコール・ミリテール校長に就任した。
1907年に旅団将軍/少将、1911年に師団将軍/中将に昇任し第13歩兵師団の師団長、翌1912年に軍団将軍に昇進して第8軍団の軍団長、1913年に第20軍団の軍団長に就任。第一次マルヌ会戦の直前の1914年8月29日に新たに編成された第9軍を指揮、10月4日に北部軍集団司令官に任ぜられた。1915年1月14日、バス勲章ナイト・グランド・クロスを1914年12月2日付で授与された。1915年から1916年にかけて北部軍集団司令官として第三次アルトワの戦い、ソンムの戦いに参戦した。ソンムでの攻勢が失敗に終わったことで、フランス軍最高司令官ジョゼフ・ジョフルの解任が討議されたが、ジョフルの支持者は次期最高司令官と目されるフォッシュが健康を害しているとの噂を流し、ジョフルの解任を阻止しようとした。結局ジョフルは解任されたが、この噂によりその後任はフォッシュではなく、ロベール・ニヴェルとなった。

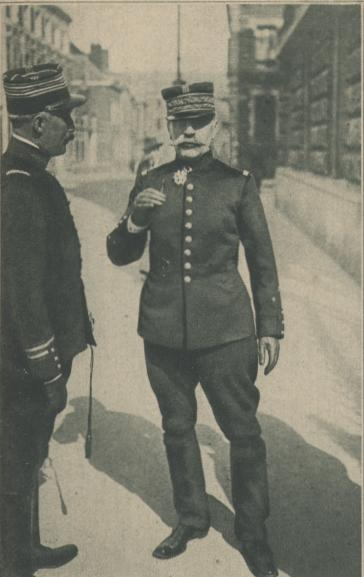
1916年のフォッシュ。

フォッシュは代わりにスイス方面の前線での守備強化、次いでイタリア王国との交渉に派遣された。1917年5月にニヴェルが更迭され、フィリップ・ペタンが後任となると、首相ポール・パンルヴェにより参謀総長に起用され、11月にクレマンソーが首相を再任したときも留任した。1918年3月26日のドゥラーズ会議において連合国軍総司令官に就任、同年8月6日にはフランス元帥の称号を受けた。11月のドイツと連合国の休戦協定では連合国代表の1人として署名した。連合国を勝利に導いた軍人として賞賛を受け、1919年7月19日にイギリス陸軍元帥、1923年5月にポーランド元帥に叙せられた。イギリスからはメリット勲章も授与されており、アカデミー・フランセーズ会員に選出されたほか、1921年にアメリカ合衆国を訪問したときは大歓迎を受けた。パリ講和会議においては自然国境説に基づきライン川左岸の併合、ヴァイマル共和政の軍備撤廃を主張し、イギリスや自国のクレマンソー首相と対立した。最終的に締結されたヴェルサイユ条約には批判的であり、ウィンストン・チャーチルの『第2次大戦回顧録』でフォッシュによる「これは平和などではない。たかだか20年の停戦だ」という批判が引用されている。
戦後の1925年から1926年にはドイツ非武装監視委員会会長を務めた。1929年3月20日にパリで没し、オテル・デ・ザンヴァリッドに葬られた。死後、未完成の『回顧録』が1931年に出版された。